# RFA Freshspring
Le RFA Freshspring est un ancien navire de service de la Royal Fleet Auxiliary, navire ravitailleur en eau. Préservé par The Steamship Freshspring Society, il est le dernier survivant des quatorze navires de la Fresh-class water tank vessel.
Ce bâtiment est inscrit au registre du National Historic Ships depuis 1993.

## Histoire
Freshpring fut le dernier construit de cette classe de navire transporteur d'eau et a été lancé par Lytham Shipbuilding & Engineering Company de Lytham St Annes dans le Lancashire le 15 août 1946.
Après ses premiers essais en mer, il a navigué à Malte, en remplacement de l'un des navires de même classe qui avait été coulé pendant la Seconde Guerre mondiale. À l'origine, équipé de chaudières à charbon, il a été reconverti avec des chaudières à mazout de type écossaise.
Après 15 ans de service à Malte, il a été rapatrié au Royaume-Uni sur la Clyde et la côte ouest de l'Écosse pour le service portuaire. En 1969, il a été modifié à Ardrossan, puis remorqué jusqu'à Gare Loch où il est resté en place et mis hors service.
En 1977, il a été mis en vente et vendu deux ans plus tard à une entreprise de Bristol. Après du vandalisme et du vol à son bord, il a été déplacé à Newnham on Severn où il attend une restauration.

### Conservation
L'état du Freshspring s'est encore détérioré, en position couchée sur les rives de la rivière Severn à Newnham. En 2011, deux trous sont apparus dans sa coque. Sa machinerie est en excellent état et ses locaux d'habitation intacts, bien que la cuisine et les locaux des officiers soient démantelés. En 2013, un organisme de bienfaisance The Steamship Freshspring Society a été formé pour préserver et exploiter le Freshspring dans le futur. Il a quitté Newnham on Severn le 6 juillet 2016 pour les réparations à Sharpness, avant d'être emmené dans un nouveau lieu à Bideford.